# Per Thorén
Pour les articles homonymes, voir Thoren.
Per Thorén (26 janvier 1885 – 5 janvier 1962) est un patineur artistique suédois du début du XXe siècle. Il a gagné une médaille de bronze aux Jeux olympiques d'été de 1908 à Londres.

## Palmarès
| Compétition           | 1904 | 1905 | 1906 | 1907 | 1908 | 1909 | 1910 | 1911 |
| Jeux olympiques d'été |      |      |      |      | 3e   |      |      |      |
| Championnats du monde |      | 3e   | 5e   | 4e   |      | 2e   | 4e   |      |
| Championnats d’Europe |      |      | 3e   | 4e   |      | 3e   | 3e   | 1er  |
| Championnats de Suède | 2e   | 1er  | 2e   | 1er  | 2e   | F    | F    | F    |
| Légende : F = Forfait |      |      |      |      |      |      |      |      |